# Hvalpsund (Sund)
Der Hvalpsund ist ein Sund im Limfjorden in Dänemark. Der schmale, tiefe Sund stellt die Verbindung zwischen Risgårde Bredning zum Lovns Bredning und dem Skive Fjord im Limfjorden her. Am Hvalpsund liegt die Ortschaft mit dem gleichen Namen Hvalpsund auf Himmerland.

## Geschichte
Über den Sund besteht seit 1523 eine Fährverbindung von Hvalpsund nach Sundsøre auf Salling. Im Laufe der Zeit geschahen viele Fährunglücke. Bereits am 5. Oktober 1792 schrieb die Zeitung Jyske Efterretninger über ein Unglück vom 23. September 1792, bei dem die mit 23 Personen, mehreren Zentnern Roggen und 18 Schafen überladene Fähre mit Wasser volllief. Noch bevor die Fährleute entschieden, den Roggen über Bord zu werfen, sank das Schiff. Von den Passagieren konnten nur drei Personen gerettet werden.
Von 1927 bis 1969 wurden neben Straßenfahrzeugen mit der kleinsten privaten Eisenbahnfähre Dänemarks, der Hvalpsund, die von der Aalborg-Hvalpsund Jernbaneselskab A/S betrieben wurde, Güterwagen über den Sund befördert.
Die Fährverbindung mit einer Autofähre betreibt heute die Fährgesellschaft Hvalpsund-Sundsøre Færgefart I/S.